# Prosaurosphargis
Prosaurosphargis – rodzaj gadów z grupy Saurosphargidae występujących we wczesnym triasie (olenku).
Rodzaj został opisany na podstawie znalezionego w południowych Chinach osobnika, nazwanego Prosaurosphargis yingzishanensis, który został uznany za najstarszego przedstawiciela grupy Saurosphargidae. P. yingzishanensis żył we wczesnym triasie, kilka milionów lat przed innymi znanymi przedstawicielami grupy, którzy znani są ze środkowego triasu, w płytkiej, mocno zasolonej lagunie. 
Przedstawiciele Prosaurosphargis osiągali ok. 1,5 m długości i posiadali osłonę piersiową oraz opancerzone płyty, podobnie jak inne Saurosphargidae. P. yingzishanensis budową ciała przypominał jaszczurkę, przy czym charakteryzował się szerokimi żebrami oraz płytkami kostnymi na grzbiecie tworzącymi pancerz, który pełnił najprawdopodobniej rolę balastu oraz ochrony przed drapieżnikami. 
Na podstawie badań powiązań pomiędzy diapsydami określono przynależność Saurosphargidae do nadrzędu zauropterygów (jako wczesne stadium ewolucji tego nadrzędu), a także przynależność żółwi i archozauromorfów do Archelosauria.